# Diocèse de Yanji
Le diocèse de Yanji 天主教延吉教区 (Dioecesis Ienchivensis) est un siège de l'Église catholique en république populaire de Chine, suffragant de l'archidiocèse de Shenyang. Le siège est vacant.

## Territoire
Le diocèse comprend une partie de la province de Jilin (autrefois orthographiée Ghilin ou Kirin) en Mandchourie.
Le siège épiscopal est à Yanji (Yenki).
La majeure partie des catholiques du diocèse sont d'origine coréenne.[réf. nécessaire]

## Histoire

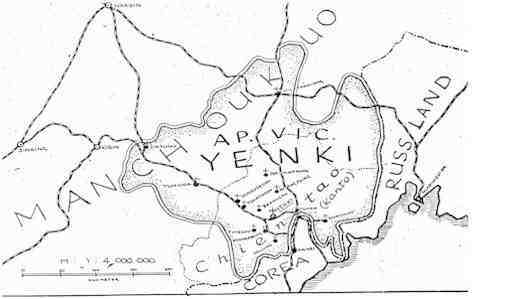
Mission de Yenki

La préfecture apostolique de Yanji (orthographiée aussi Yenki) est érigée le 19 juillet 1928 par le bref Ex hac Divi de Pie XI, recevant son territoire du vicariat apostolique de Wonsan (aujourd'hui diocèse d'Hamhung (en) en Corée). Elle est confiée aux bénédictins allemands de Sainte-Odile. La Mandchourie est alors sous influence japonaise ; l'empire du Japon finit par créer en 1931 l'État satellite du Mandchoukouo.
Le 13 avril 1937, la préfecture apostolique est élevée au rang de vicariat apostolique par la bulle Ad regni Dei du même pape Pie XI. Le Mandchoukouo cesse d'exister en août 1945.
Le 11 avril 1946, le vicariat apostolique est élevé au rang de diocèse par la bulle Quotidie Nos de Pie XII. En octobre 1949, l'ensemble de la Chine tombe sous le joug communiste, inaugurant une longue période de persécution pour les chrétiens chinois.
À la fin de l'année 2009, un administrateur apostolique est nommé en la personne de Damase Zhang Hanmin

## Ordinaires
- Theodor (Hermann) Breher, O.S.B. † (5 février 1929 - 2 novembre 1950 décédé)
- Timotheus (Franz Xaver) Bitterli, O.S.B. † (9 avril 1954 - 4 octobre 1985 retraite)
  - Sede vacante